# Crowsonius parensis
Crowsonius parensis is een keversoort uit de familie kerkhofkevers (Monotomidae). De wetenschappelijke naam van de soort werd in 1995 gepubliceerd door Pakaluk & Slipinski.